# Seznam řek a potoků v Praze

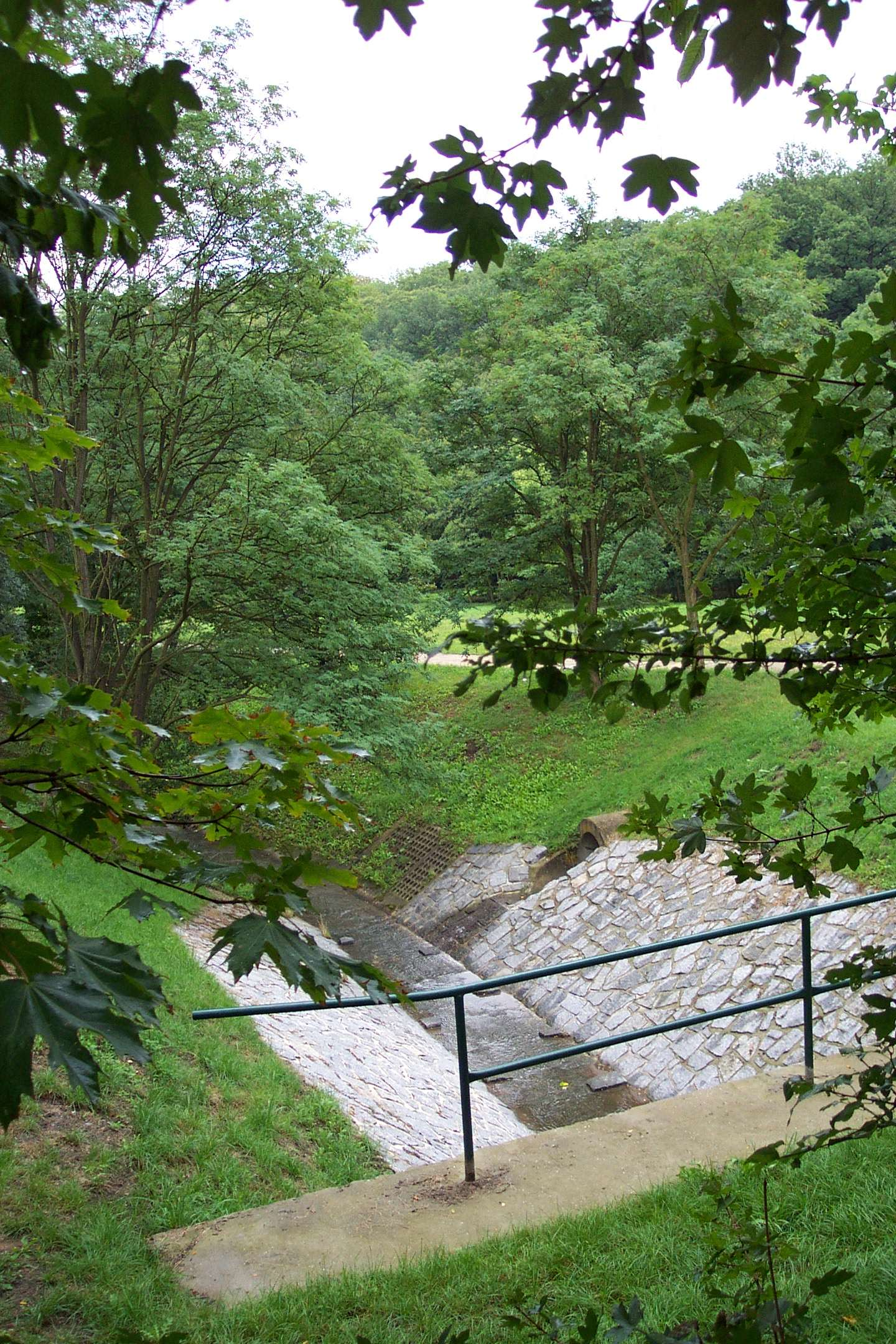
Motolský potok nedaleko parku Cibulka v oblasti na rozhraní Motola a Košíř

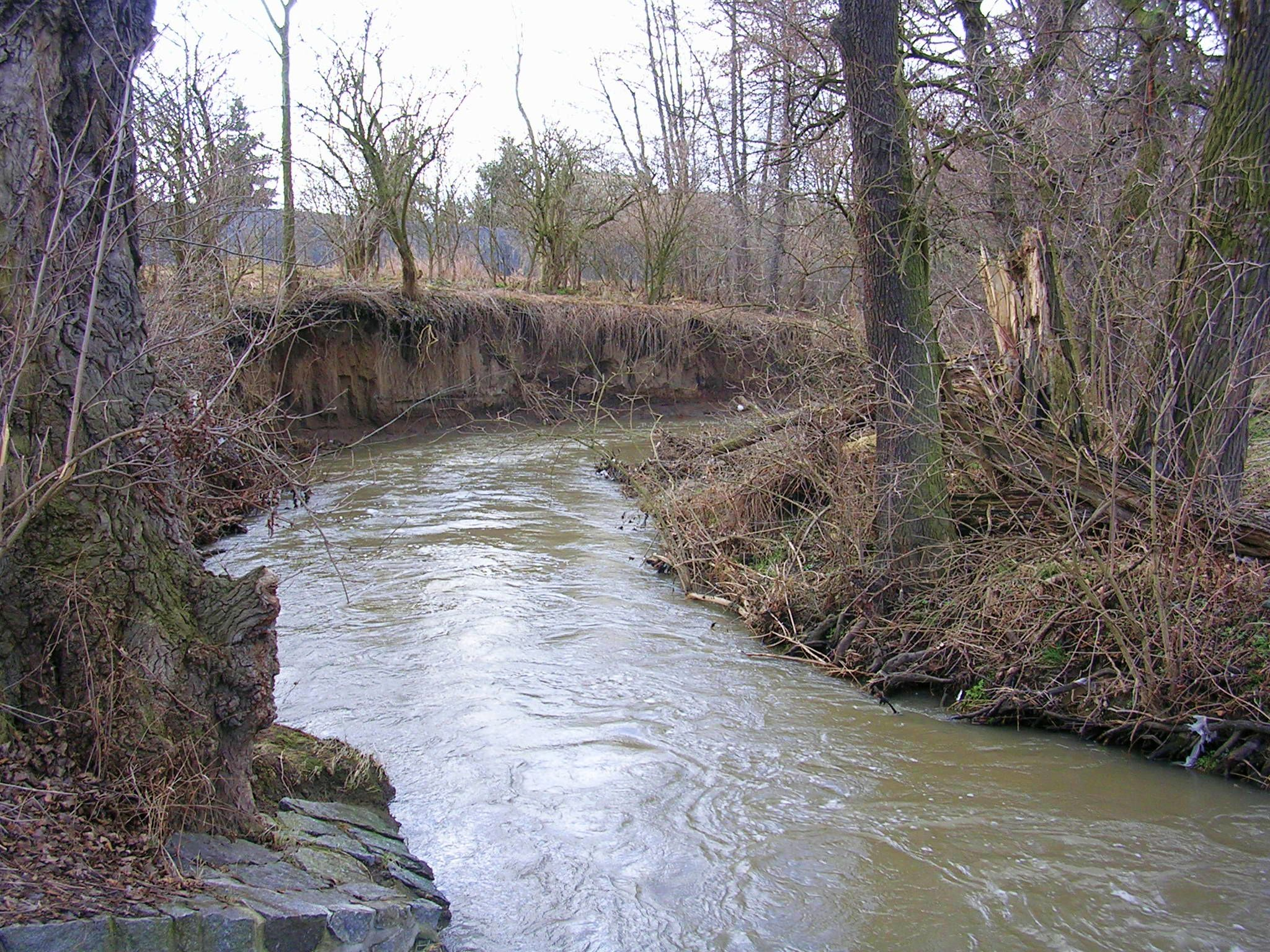
Botič u Zahradního Města

Na území Prahy je evidováno 99 drobných vodních toků (potoků) o celkové délce 337,8 km, z toho je necelých 212 km délky a přibližně 114 ha zeleně podél nich ve správě Odboru ochrany prostředí Magistrátu hlavního města Prahy (OOP MHMP, do června 2007 Odboru městské zeleně, OMZ MHMP). Provoz a údržbu vodních toků zabezpečují pro hlavní město převážně Lesy hl. m. Prahy – středisko vodních toků. Některé drobné vodní toky nejsou ve správě magistrátu, ale přímo ve správě zemědělských vodohospodářských správ (ZVHS), Lesů České republiky, Povodí Vltavy nebo Povodí Labe.
Lesy hl. m. Prahy pro OOP HMP také spravují 98 vodních děl na území Prahy (z toho 37 rybníků, největší Velký Počernický rybník má rozlohu 19,6 ha), 34 retenčních nádrží a suchých poldrů a vodní nádrže Džbán (12,6 ha), Hostivařská přehrada (34,9 ha) a Jiviny (9 ha).
Státní správu vykonávají na všech drobných tocích příslušné městské části s rozšířenou působností státní správy (Praha 1–Praha 22) v území svých správních obvodů.
Územím Prahy tečou tři řeky, Vltava, Berounka a Rokytka. Z pražských potoků jsou nejdelší Botič, Šárecký potok, Dalejský potok, Kunratický potok a Motolský potok.

## Seznam vodních toků
Uváděno znečištění v kategorii obecně fyzikálních a chemických ukazatelů.
Staničení (kilometráž) se počítá ve směru od ústí k prameni (tzv. říční kilometráž).
U drobných toků, kde není uveden správce toku, je správcem OOP MHMP.

### Vltava a její přítoky

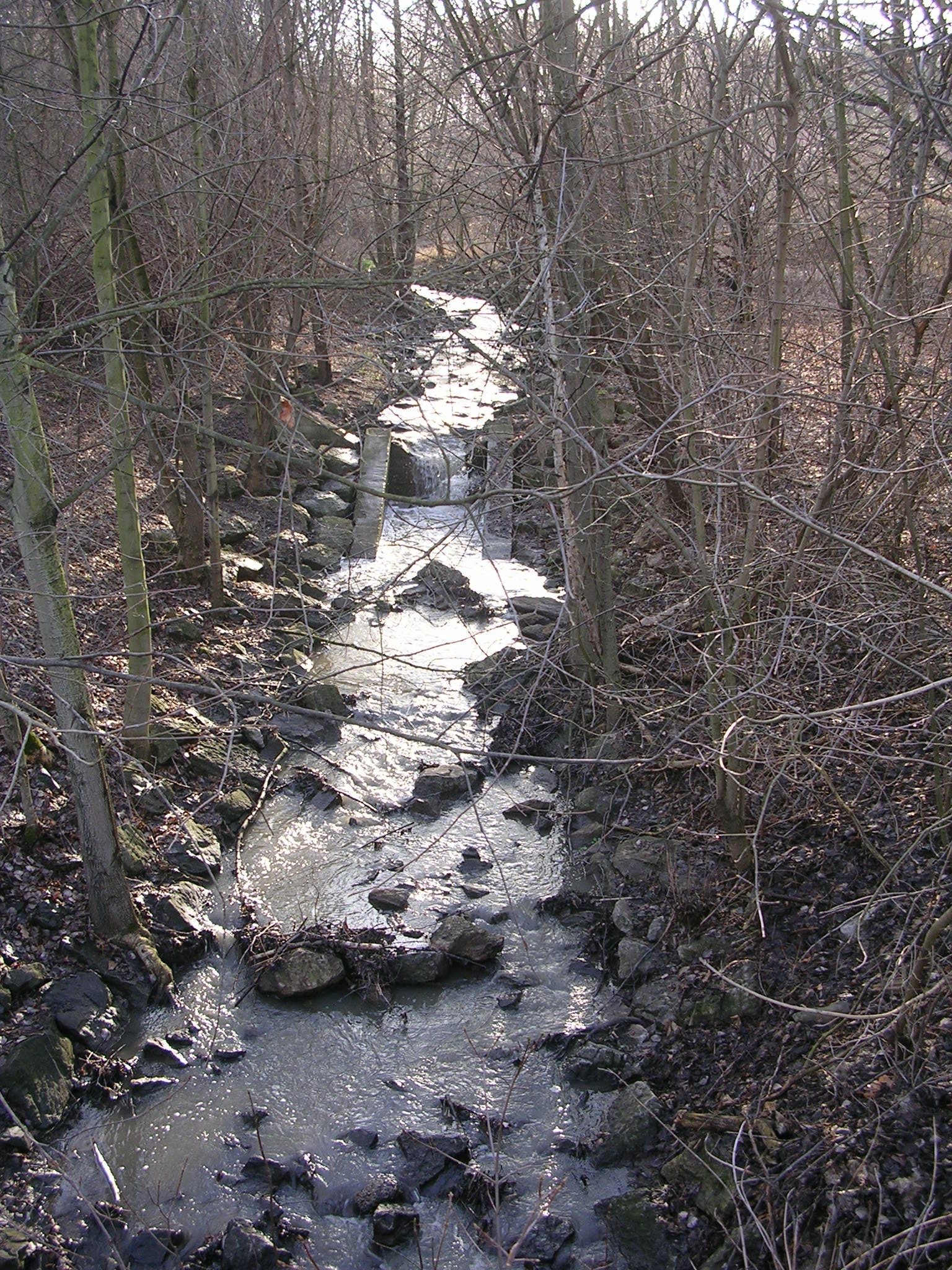
Košíkovský potok

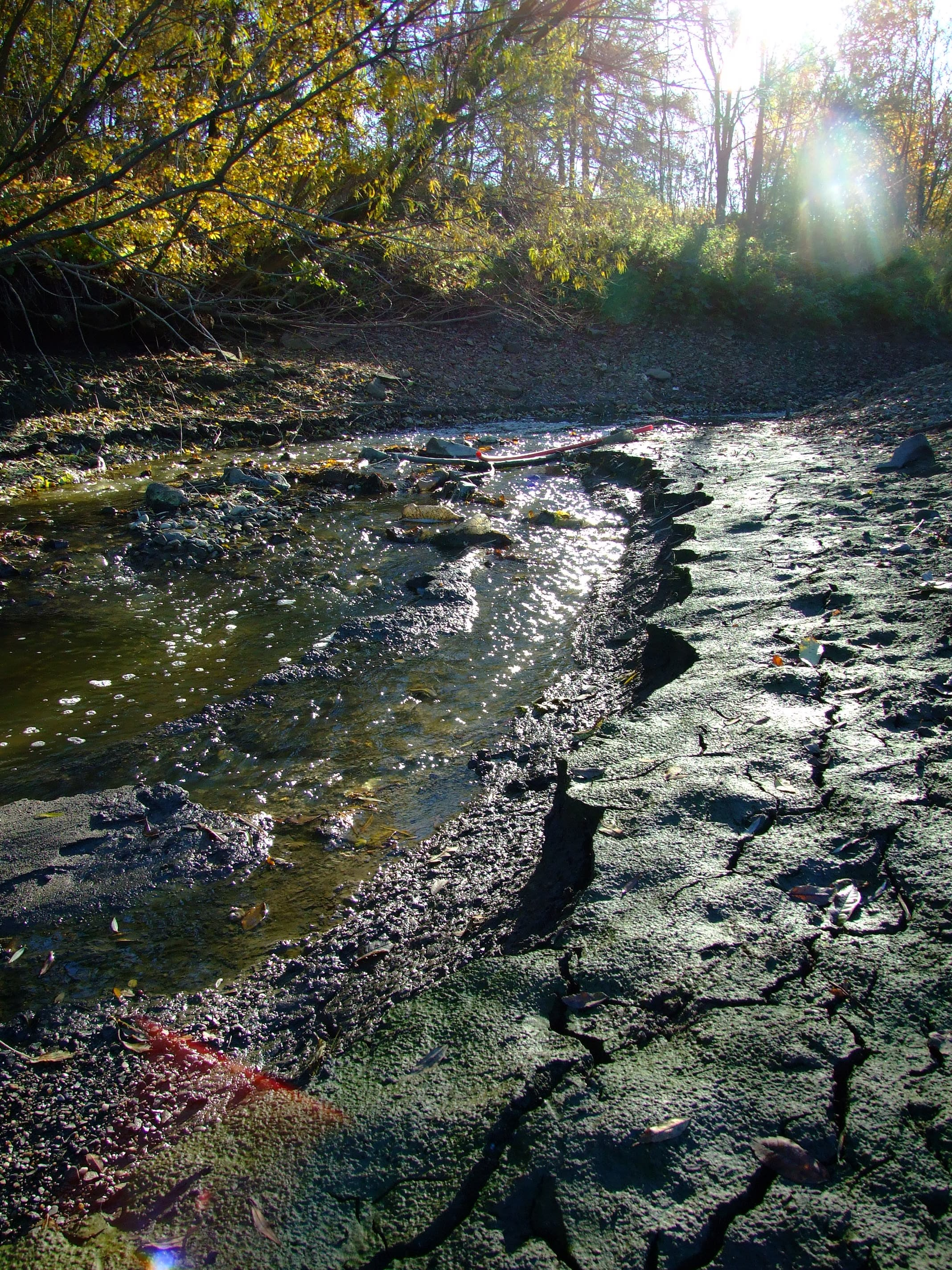
Litovický potok nedaleko Ruzyně

- Vltava
  - na 68,5 km zprava Lhotecký potok v Dolních Břežanech, na území Prahy jen posledních cca 100 metrů u osady Jarov. Správce toku nezjištěn.
  - na 67,8 km zleva Báňský potok směrem od zbraslavských Baní. Délka 0,73 km. (Praha 16)
    - na 0,41 km zleva bezejmenný přítok BAP , délka 0,05 km. (Praha 16)

  - na 67,4 km zleva Záběhlický potok směrem od zbraslavských Záběhlic. Délka 0,8 km. (Praha 16)
    - zleva bezejmenný přítok ZBP, délka 0,1 km. (Praha 16)

  - na 66,7 km zprava Břežanský potok, teče po hranici Prahy Břežanským údolím a vlévá se do Vltavy mezi nádražím Praha-Zbraslav a mostem Závodu míru. Délka v Praze 1,3 km, 7,1 km celkem (Zlatníky). Správcem toku je podnik Lesy ČR. (Praha 12)
    - zprava Podtočenský potok, délka cca ,96 km.
    - zprava Točenský potok, délka cca 1,5-2,3 km.

  - na 66,2 km zprava Závistský potok, není ve správě MHMP, délka necelé 2 km.
  - na 65,8 km zleva Lipanský potok, od Kazína v místě dřívějšího toku Berounky přes Lipence a Peluněk přes přírodní památku Krňák a mrtvé rameno Berounky zvané Krňov. Délka 4,5 km. Správce toku ZVHS Praha. (Praha 16) 
    - na 4,1 km zprava Lipenecký potok, délka 1,5 km. (Praha 16)
    - na 3,8 km zprava Kyjovský potok, délka 2,0 km. (Praha 16)
    - na 2,7 km zprava přítok od Zbraslavi, délka 0,5 km, správce toku ZVHS Praha. (Praha 16)

  - na 64,4 km zprava Komořanský potok, V. třída znečištění, silně biologicky znečištěn z místní čistírny odpadních vod. V létě 1999 (?) zaplavil několik objektů při přívalovém dešti. Průtok při měření v roce 1999: 6,8 litrů/s. Protéká z přilehlého lesa středem zástavby Komořan, nedaleko konečné zastávky autobusů Komořany. Do Vltavy vtéká přibližně pod nádražím Praha-Komořany. V mapách Kartografie Praha a Klubu českých turistů je popis Komořanský potok chybně přiřazen Cholupickému potoku. Délka 1,8 km. (Praha 12)
    - zleva bezejmenný přítok KOP, délka 0,28 km. (Praha 12)

  - na 64,2 km zprava Cholupický potok. Přitéká z přírodního parku Modřany–Cholupice a do Vltavy se vlévá v úrovní jejího soutoku s Berounkou, nedaleko pod vyústěním Komořanského potoka. Délka 3,5 km. V mapách Kartografie Praha je chybně popisován jako Komořanský potok, v některých mapách (např. Klubu českých turistů) není vyznačen vůbec. (Praha 12)
    - zprava bezejmenný přítok CHLP, délka 0,4 km. (Praha 12)

  - na 64,0 km zleva Berounka (Praha 16)
    - zleva Radotínský potok. Pramení nedaleko obce Ptice, teče do přírodní rezervace Radotínské údolí, přes Cikánku (zleva Mlýnský potok), národní přírodní památku Lochkovský profil, kolem radotínské cementárny (zprava Šachetský potok) a radotínským údolím, do Berounky ústí podél ulice K přívozu. Délka 22,6 km. Úsek 0,0–5,6 km ve správě MHMP, výše ve správě ZVHS Beroun. (Praha 13, Praha 16)
      - zleva (přibl. na 4 km) Mlýnský potok (Zmrzlík) ze Zmrzlíku a Zadní Kopaniny, do Radotínského potoka ústí u Cikánky. Správce toku Lesy ČR. (Praha 13)
      - na 2,2 km zleva Lochkovský potok z Lochkova, délka 1,1 km. (Praha 16)
      - na 2,0 km zprava Šachetský potok od Kosoře, ústí do Radotínského potoka u ulice V Sudech. Délka 2,10 km. Správce toku Lesy ČR. (Praha 16)
      - na 1,4 km zleva Skalní potok ze Slavičího údolí, délka 1,4 km. (Praha 16)

  - asi na 63,6 km kanalizací zprava Libušský potok – III. třída znečištění, zvýšený obsah dusičnanů a fosforu z místních čistíren odpadních vod, občasné znečištění při haváriích masného průmyslu v Písnici. Průtok při měření v roce 1999: 13,7 litrů/s. Objevuje se u styku ulic Skalská a Na šejdru v Libušim po soutoku s Písnickým potokem pokračuje Modřanskou rokli, poslední více než kilometr přes Modřany je veden pod zemí. V mapách je jeho horní tok vyznačen na Písnickém potoce. Délka 5,5 km, rozloha povodí 13,97 km². (Praha 12)
    - na 5,0 km zleva Písnický potok, v mapách označovaný jako horní část Libušského potoka. Pramení nedaleko vsi Hodkovice (Zlatníky-Hodkovice), teče přes Písnici, s Libušským potokem se stéká v jezírku u prodloužení ulice Skalské. Délka v pražské části 3,5 km, celkem cca 5,5 km, správce pražské části toku MHMP, správce mimopražské části ZVHS Praha. (Praha 12)
      - na 0,45 km zleva Lhotský potok, délka 1,81 km.
      - na 0,9 km zleva cholupický přítok, v mapě popsaný jako Cholupický potok. Původní délka cca 2,2 km, po provedení meliorací od 1,4 km (býv. rybníček v Cholupicích) po většinu roku vyschlý (mezi km 1,2 až 1,8 veden potrubím).
        - na 0,6 km zleva přítok od Vrbiček, délka 0,8 km, pokračuje další kilometr jako strouha s občasným průtokem (na konci je zaústěn přepad vodárny)
        - na 0,9 km přítok zprava od Kálku (rybníček, přestavěný na protipožární nádrž, plocha 2610 m²), délka 0,6 km, průtok cca 2 litry/s (zde je svedena meliorace polí nad Cholupicemi).

      - na 2,0 km zleva přítok od přírodní památky Cholupická bažantnice, do Písnického potoka se vlévá v Písnici nad rybníkem. Délka 1,4 km. (Praha 12)
      - na 2,1 km zleva v Písnici ulicí K Vrtilce, délka v Praze 0,8 km.

    - na 4,5 km zleva bezejmenný přítok LB4,5L, délka 0,9 km. (Praha 12)

  - asi na 63,0 km zprava kanalizací Lhotecký potok, II. třída znečištění (poměrně čistý). V roce 1999 po letní bouřce přívalové deště narušily na větší ploše opevnění nad suchým poldrem. Průtok při měření v roce 1999: 7 litrů/s. Pramení v lese Kamýk, asi kilometr teče otevřeným tokem, poslední kilometr přes Modřany je veden pod zemí. Délka 4,0 km. (Praha 12)
  - na 62,5 km zleva Vrutice, III. třída znečištění, příčinou domovní septiky. Průtok při měření v roce 1999: 8 litrů/s. Pramení u Slivence a protéká údolím Velké Chuchle. Posledních několik desítek metrů včetně toku pod Strakonickou ulicí vede podchodem. Délka 3,12 km. (Praha 5, Praha 16)
    - zleva bezejmenný přítok VRP2L, délka neuvedena. (Praha 16)
    - zprava bezejmenný přítok VRP2P, délka neuvedena. (Praha 16)
    - na 0,9 km zprava Libeřský potok od lokality Na hvězdárně, délka 0,6 km. (Praha 16)

  - na 61,7 km zprava Zátišský potok, III. třída znečištění, z některých rodinných domků a neoprávněně napojených provozoven přes dešťovou kanalizaci. V září 1999 byla stavebně dokončena hráz Dvorecké nádrže s úpravou Dvoreckého potoka a byl připraven projekt na celkovou úpravu toku. Průtok při měření v roce 1999: 3,5 litrů/s. Začíná u Lhoteckého koupaliště, přes Zátiší a Hodkovičky, do Vltavy ústí v místě zvaném Mezi vodami. Délka 3,0 km. (Praha 4, Praha 12)
    - Dvorecký potok ve směru od autobusové otočky Sídliště Lhotka, délka 0,15 km. (Praha 12)
    - na 2,4 km zleva bezejmenný přítok ZAP2L, délka 0,2 km. (Praha 4)

  - na 61,1 km zleva Mariánsko-Lázeňský potok, III. třída znečištění, fekální znečištění z Malé Chuchle. V roce 1999 proběhlo důkladné čištění dolní části koryta. Průtok při měření v roce 1999: 4,8 litrů/s. Pramení v Chuchelském háji u kapličky a teče kolem malochuchelského kostela P. Marie. Délka toku 0,6 km. (Praha 16) 
    - Mariánský potůček, délka 24 m, v evidenci MHMP není vedeno jako samostatný tok. (Praha 16)

  - na 60,2 km zprava kanalizací Branický potok, III. třída znečištění, pravděpodobně napojením z malé provozovny. Po stavebních úpravách není zřejmá totožnost potoka, je za něj považována vodoteč podél ulice Údolní, v druhé polovině přes zastavěnou část Braníka (pod nádražím) teče pod zemí. V roce 1999 byl připraven projekt na opravu retenční nádrže. Délka toku 0,7 km. (Praha 4)
  - na 59,6 km zprava Kunratický potok, IV. třída, fekální znečištění po většině toku. Na začátku roku 1998 byl potok opravován a čištěn. Průtok při měření v roce 1999: 0,15 m³/s (150 litrů/s). Vychází ze soustavy rybníků v Hrnčířích, Šeberově a Kunraticích, z Šeberovského rybníka přes Šeberák, Hornomlýnský rybník, Dolnomlýnský rybník, okrajem Kunratického a Michelského lesa, kolem nádraží Praha-Krč a krčským údolím do Vltavy, kam ústí u branického předmostí Barrandovského mostu. Délka toku 11,0 km, úsek 0–0,5 ve správě Povodí Vltavy, zbytek délky ve správě MHMP. Rozloha povodí 31,56 km². (Praha 11, Praha 4)
    - Vestecký potok, délka 3,5 km, ve správě MHMP úsek 0–1,8 km. (Praha 4)
      - Olšanský potok, délka 1,5 km. (Praha 4)

    - zprava na 9 km (nad Hornomlýnským rybníkem, u ul. K Jelenám) bezejmenný přítok KUP9P, délka 0,2 km. (Praha 4)
    - zprava na 8 km (v Dolnomlýnském rybníku) bezejmenný přítok KUP8P, délka 0,2 km. (Praha 4)
    - zprava na 7 km (u Zoo koutku) přítok KUP7P z Kunratického lesa (někdy označován jako Václavský potok), délka 0,8 km. (Praha 4)
    - zprava na cca 3,5 km Roztylský potok, délka 2,0 km. (Praha 4)

  - na 58,9 km zleva Dalejský potok, IV. třída znečištění, silně lokálně znečišťován fekáliemi i průmyslem, přestože protéká chráněným územím. Důsledkem jsou vyšší obsahy polyaromatických sloučenin, PCB a nepolárních látek v sedimentech. Průtok při měření v roce 1999: 10 litrů/s. Pramení v Chrášťanech, teče přes Třebonice, Řeporyje (zprava se vlévá Jinočanský potok), Dalejským údolím Prokopským údolím (na souběhu Dalejského s Prokopským údolím se vlévá zleva Prokopský potok) a klikatým údolím Hlubočep, ústí u hlubočepského předmostí Barrandovského mostu, podchodem od smyčky tramvají Hlubočepy. Délka toku 13,5 km. Na úseku 0–12,72 km správcem toku MHMP, na úseku 12,75–13,5 km ZVHS Praha. (Praha 5, Praha 13) Rozloha povodí 39,79 km². 
    - na 9,6 km zprava Jinočanský potok, teče z Jinočan do Řeporyj, délka asi 3,1 km. Úsek 0,0–1,5 ve správě MHMP, úsek 1,5–3,1 ve správě ZVHS Praha. (Praha 13) Rozloha povodí 5,84 km². 
      - na 1,2 km zprava Mirešický potok, délka 1,0 km. (Praha 13)

    - na 9,1 km zleva bezejmenný přítok DAP9L, délka 0,2 km. (Praha 13)
    - na 8,8 km zprava Ořešský potok, délka 1,4 km, rozloha povodí 1,79 km². (Praha 13)
    - na 6,5 km zprava Holyňský potok, délka 0,8 km, rozloha povodí 0,73 km². (Praha 5)
    - na 6,1 km zprava bezejmenný přítok od DUN, délka 0,6 km. (Praha 5)
    - na 4,9 km zprava Klukovický potok, délka 1,1 km, rozloha povodí 1,41 km². (Praha 5)
    - na 4,6 km zleva Prokopský potok (Stodůlecký potok), teče údolím Centrálního parku ve Stodůlkách přes dvě nádrže, přes nádrž u Malé Ohrady a Novou Ves v horní části Prokopského údolí (nad Novou Vsí zleva Jinonický potok od Butovic), délka 4,3 km, rozloha povodí 8,78 km². (Praha 5, Praha 13) 
      - na 1,4 km zleva Jinonický potok, délka 2,2 km, rozloha povodí 3,46 km². (Praha 5)

- - na 56,0 km zprava Botič, stav čistoty se lepší, v průběžných odběrech však nejsou zachyceny havárie a znečištění oddělovači za deště. V roce 1999 z oddělovače OK 83 uteklo větší množství organických látek typu toluenu. Průtok při měření v roce 1999: 0,335 m³/s (335 litrů/s). Vlévá se pod železničním mostem. Délka 34,5 km. Úsek 0,0–17,447 km ve správě MHMP, úsek 17,447–34,5 km ve správě Povodí Vltavy. (Praha 2, Praha 4, Praha 10, Praha 15, Praha 11)
    - na 17,73 km zprava Pitkovický potok, délka 14,3 km, úsek 0,0–5,4 ve správě ZVHS Praha, velikost povodí 31,42 km². (Praha 11, Praha 22)
    - na 17,46 km zprava Dobrá voda, délka 1,54 km. (Praha 11, Praha 15)
    - na 16,305 km zleva Milíčovský potok, délka 1,93 km, rozloha povodí 3,75 km². (Praha 11, Praha 15)
    - na 15 km zprava mlýnský náhon BOP15L délka 0,2 km. (Praha 15)
    - na 14,66 km zleva Hájecký potok, délka 0,82 km, rozloha povodí 1,375 km². (Praha 11, Praha 15)
    - zleva Košíkovský potok, délka 2,5 km, rozloha povodí 4,78 km². (Praha 11, Praha 15)
    - na 11,6 zprava Měcholupský potok, délka 1,2 km, rozloha povodí 4,325 km². (Praha 15) 
      - zprava (Hostivařská) bezejmenný přítok MEP1P, délka 1,0 km. (Praha 15)
      - zleva (od vodárny) bezejmenný přítok MEP2L, délka 1,0 km. (Praha 15)

    - na 8,435 zleva Chodovecký potok, délka 1,41 km, rozloha povodí 1,253 km². (Praha 10)
    - Odpad od Hamerského rybníka BOP9L, délka 0,3 km. (Praha 4)
    - na 6,65 zleva Slatinský potok, délka 4,0 km, rozloha povodí 4,322 km². (Praha 10, Praha 15) 
      - zleva od železnice bezejmenný přítok SLP2L, délka neuvedena. (Praha 10)
      - zprava bezejmenný přítok SLP1P, délka neuvedena. (Praha 10)

  - na 55,2 km zleva Motolský potok, V. třída znečištění, z mnoha příčin. Uvažuje se o otevření jeho zatrubnění v okolí Buďánek. Průtok při měření v roce 1999: 5 litrů/s. Délka 9,90 km, z toho 4,251 km zaklenuto, rozloha povodí 15,71 km². Povodňové průtoky (n-leté vody) na km 7,82 (podchod pod žel. tratí: Q1=0,7 m³/s, Q5=1,7 m³/s, Q20=2,3 m³/s, Q50=4,0 m³/s, Q100=4,7 m³/s dle Vurma. (Praha 17, Praha 13, Praha 5)
    - na 6,9 km zprava Větvený potok, délka 0,7 km, rozloha povodí 0,513 km². (Praha 13)
    - na 6,7 km zprava potok z krematoria, délka 0,4 km. (Praha 5)
    - na 5,5 km zprava Hlinitý potok (vyschlý), délka 1 km. (Praha 5)
    - na 4,38 km zprava potok Cibulka, délka 1,5 km. (Praha 5)

  - na 53,5 zleva kanalizací Brusnice, kvalita vody se nesleduje. V roce 1999 probíhají stavební úpravy. Průtok při měření v roce 1999: 0,2 litru/s. Bývalý potok, dnes spíše přerušovaná kanalizace, protékající hradním příkopem. Délka 4,5 km, do Vltavy vtéká poblíž stanice metra Malostranská. (Praha 6, Praha 1)
  - na 48,0 km zprava přes slepé rameno Vltavy u Libeňského ostrova Rokytka, V. třída znečištění, znečišťující látky i v sedimentech. V roce 1999 se obnovuje jez u Podvinného mlýna. Průtok při měření v roce 1999: 0,367 m³/s (367 litrů/s), v jiném zdroji uveden průtok 0,52 m³/s. Délka 36,20 km, z toho úsek 0–14,9 ve správě MHMP, zbytek ve správě Povodí Vltavy. 
    - zprava Pacovský potok
    - zprava Radhošťský potok od koupaliště v Nedvězí
    - zprava Křenický potok
    - v Královicích zleva bezejmenný potok
    - zprava Běchovický potok, délka 5,2 km, správce toku ZVHS Praha. (Praha 21) 
      - Blatovský potok, délka 2,8 km. (Praha 21) 
        - zprava bezejmenný přítok BLP1P, délka 1,5 km. (Praha 21)
        - zleva bezejmenný přítok BLP1L, délka 1,3 km. (Praha 21)

    - zleva Říčanský potok, délka 21,40 km, správce toku ZVHS Praha. (Praha 21, Praha 15, Praha 22)
      - zprava Netlucký potok, délka 1,0 km, správce toku ZVHS Praha. (Praha 22)

    - zprava Svépravický potok, délka 6,8 km. (Praha 15, Praha 20)
      - na 1,8 km zprava Chvalka, délka 2,2 km. (Praha 15, Praha 20)
        - na 1,5 km zleva přítok z rybníčku, délka 0,37 km.

    - na 12,6 km zleva Hostavický potok, délka 5,6 km. (Praha 14, Praha 15)
      - na 1,9 km zleva Štěrboholský potok, délka 3,0 km. (Praha 14, Praha 15)
      - na 1,8 km zleva bezejmenný přítok HOP1L, délka 0,9 km. (Praha 14, Praha 15)
      - na 1,7 km zleva Jahodnice, délka 1,1 km. (Praha 15)

    - na 11,8 km zprava bezejmenný přítok ze sídliště Černý Most, délka 1,1 km. (Praha 14)
    - na 8,1 km zleva Malá Rokytka z botanické zahrady pod Táborem, délka 1,1 km. (Praha 9)
    - na 7,8 km zleva Vackovský potok, délka 1,5 km. (Praha 9)
    - na 2,3 km zprava Prosecký potok, délka 1,0 km. (Praha 9)

  - cca na 41,1 km zprava Haltýřský potok, osada Rybáře (u Trojské lávky), správce toku Povodí Vltavy, (Praha 7)
  - cca na 40,3 km kanalizací zleva Dejvický potok. Celý tok s výjimkou krátkého úseku ve Vokovicích (mezi ulicemi V Předním Veleslavíně a Na Rozdílu) a velmi malého úseku u bubenečské nemocnice kanalizován. Vlévá se do plavebního kanálu v Bubenči. Správce toku Povodí Vltavy. (Praha 6) 
    - zprava na 0,4 km Malá říčka, slepé rameno Vltavy s významem pro vodní režim Stromovky, kvalita vody je totožná s vodou ve Vltavě nad čistírnou odpadních vod. Délka 1,1 km. (Praha 6, Praha 7)
      - zleva na 0,6 km Stromovka, celý vodohospodářský systém. (Praha 7)

- - na 38,7 km zleva Šárecký potok (Šárka), na horním toku (do Džbánu) nazývaný Litovický potok. IV. třída znečištění včetně přítoků, příčinou domovní splašky, oddělovače, spodní voda z nádrže Džbán a průmyslové znečištění. Výstavba dálnice u Jivin a Šárky negativně ovlivňovala hlavní tok i některé přítoky. Průtok při měření v roce 1999: 20 litrů/s (jiný údaj, z měření pod Strnadem, udává 110 litrů/s). Litovický potok pramení v lesíku u železniční tratě poblíž Chýně. Přes rybník Bašta u Chýně, Břevský rybník, rybník Kala a Litovický rybník pokračuje přes Hostivici do retenční nádrže Strnad před hranicí Prahy a retenční nádrže Jiviny  již na území Prahy-Ruzyně. Po podtečení Drnovské ulice následuje asi kilometrová podzemní část, potok se znovu vynořuje u obory Hvězda, teče přes Liboc, kolem nádraží Praha-Veleslavín do vodní nádrže Džbán, kde jako Litovický potok končí. Ze Džbánu vytéká Šárecký potok do údolí Divoké Šárky (kolem koupaliště Dívčí skok), údolí Tiché Šárky přes Jenerálku, Šáreckým údolím přes Dolní Šárku a Podbabu a do Vltavy ústí viaduktem. Celková délka obou potoků je 21,28 km. Úsek 0,0–19,5 je ve správě MHMP, úsek 19,5–21,28 ve správě ZVHS Kladno. (Praha 6) 
    - na 17,0 km zprava Sobínský potok, vlévá se do nádrže Strnad, délka 1,8 km, velikost povodí 13,5 km². Povodňové průtoky (n-leté vody): Q1=0,2 m³/s, Q5=0,6 m³/s, Q20=1,7 m³/s, Q50=3,5 m³/s, Q100=5,2 m³/s dle Vurma. (Praha 13)
      - na 1,0 km zprava Zličínský potok, délka 1,5 km. Povodňové průtoky (n-leté vody): Q1=0,2 m³/s, Q5=0,9 m³/s, Q20=2,4 m³/s, Q50=4,8 m³/s, Q100=7,2 m³/s dle Vurma. (Praha 13)

    - na 15,6 km zprava Řepský potok, vlévá se do nádrže Jiviny délka 1,6 km. (Praha 13)
    - na 13,0 km zprava potok Světluška (Světlička) z obory Hvězda, délka 0,7 km. (Praha 6)
    - na 8,5 km zleva potok Zlodějka z lesa v přírodním parku Šárka-Lysolaje, délka dle mapy 1,2 km. (Praha 6)
    - na 7,3 km zprava přítok SAP7P pod usedlostí Želivka, v mapě neuvedený. (Praha 6)
    - na 5,1 km zprava Krutecký potok (v některých zdrojích psán jak Krůtecký), délka 0,5 km, vlévá se na Jenerálce. (Praha 6)
    - na 4,5 km zleva Nebušický potok, délka 5,2 km, vlévá se pod Jenerálkou. (Praha 6)
    - na 4,5 km zprava přítok SAP6P u Dubového mlýna. (Praha 6)
    - na 0,5 km zleva Housle neboli Lysolajský potok, pramení v Lysolajích u kapličky, protéká Lysolajským údolím , do Šáreckého potoka se vlévá na souběhu obou údolí nedaleko před ústím do Vltavy. Délka 2,20 km. (Praha 6)

  - cca na 41,5 km kanalizací zleva Sedlecký potok, zřejmě celý pod zemí. Správci toku Povodí Vltavy a Česká zemědělská univerzita. Údržbu vtoku do zaklenutí zajišťuje MHMP. (Praha 6)
  - na 41,2 km zprava Podhořský potok, pramení u lokality Farky, protéká prudkou a skalnatou Černou roklí, tvoří hranici Bohnic a Troji, délka 0,4 km. (Praha 8)
  - na 40,0 km zprava Bohnický potok, délka 1,4 km, teče Bohnickým údolím podél silničky, vlévá se do Vltavy poblíž konečné autobusu Zámky a psího útulku. Délka 1,0 km. (Praha 8)
  - na 39,4 km zprava Čimický potok, IV. třída znečištění, převážně fekální znečištění, ale vzhledem k velikosti a charakteru má potok dobré samočisticí schopnosti. V roce 1999 probíhají práce na záchranu vysychajícího Čimického rybníka a výšky hladiny spodních vod. Průtok při měření v roce 1999: 4,3 litru/s. Začíná v Čimicích v rybníčku u kostela, teče přes přírodní památku Čimické údolí, ústí u ulice V Zámcích (přírodní památka Zámky). Délka 2,5 km. (Praha 8)
  - na 39,0 km zprava Drahanský potok, IV. třída znečištění u soutoku s Vltavou. V obci Dolní Chabry zjištěny amonné ionty. Je vážné podezření, že se do toku dostávají znečištěné skládkové vody. V roce 1999 probíhají na potoce velké stavební úpravy. Průtok při měření v roce 1999: 7,7 litru/s. Teče z Dolních Chaber Drahanským údolím, kde tvoří severní hranici Prahy až k soutoku s Vltavou. Délka 3,3 km. (Praha 8)
    - na 3 km zprava od skládky bezejmenný přítok DRP3P, délka 0,4 km. (Praha 8)
    - na 2 km zprava Luční potok, délka 0,5 km. (Praha 8)
    - na 1 km zleva před čistírnou odpadních vod bezejmenný přítok DRP1L, délka 0,5 km. (Praha 8)

  - na 38,0 km v Roztokách zleva Únětický potok. Teče z obce Kněževes přes Tuchoměřice, Statenice, Černý Vůl, Únětice, dále od soutoku s Horoměřickým potokem pod Kozími hřbety vede v asi 1,5 km dlouhém úseku okrajem území Prahy, pak pokračuje v Roztokách Tichým údolím k ústí. Délka asi 13 km. (Praha 6)
    - zprava Kopaninský potok, pramení v prostoru letiště Ruzyně, teče přes přírodní památku Opukový lom, Přední Kopaninu a Preláty přes hranici Prahy do Únětického potoka. Délka 4,4 km, na území Prahy je úsek 0,7–4,4 km, tok má ve správě ZVHS Kladno. (Praha 6)
    - zprava Horoměřický potok, pramení v Horoměřicích a v úseku pod Kozími hřbety tvoří severní hranici Prahy. Je dlouhý 2,6 km, na území Prahy je úsek 0–1,0 km, tok má ve správě ZVHS Kladno. (Praha 6)

### Pražské přítoky Labe
Ačkoliv Labe Prahou neprotéká, na pražské území zasahuje jeho levé povodí před soutokem s Vltavou.
- Labe
  - zleva Výmola, nezasahuje do Prahy. Vede v trase Mukařov–Babice–Březí–Sluštice–Květnice–Úvaly–(zleva ústí Jirenského potoka)–Vyšehořovice–Mochov–Císařská Kuchyně–Sedlčánky (východní část Čelákovic, kde se Výmola vlévá do Labe). Těsně před ústím protéká okolo lužního lesa Netušil a části přírodní rezervace Hrbáčkovy tůně. Výmola patří za Mochovem k nejznečištěnějším řekám středních Čech.
    - zleva Jirenský potok, délka 10,5 km, z toho asi 0,8 km na území Prahy. Začíná v rybnících v Čertousích, pokračuje kolem Sychrova (Horní Počernice) přes Jirny a Horoušany, za nimiž se vlévá zleva do říčky Výmoly. Správce toku ZVHS Kutná Hora. (Praha 20)
      - zprava Šestajovický potok, délka asi 2,3 km, z toho na území Prahy délka 0,4 km poblíž konečné autobusů Klánovice, potok dále pokračuje k Novým Jirnům, u nichž se vlévá do Jirenského potoka. Správce toku ZVHS Kutná Hora. (Praha 21)
      - zprava Horoušanský potok, délka asi 3,4 km, z toho na území Prahy cca 0,5–1 km v Klánovickém lese, dále pokračuje přes Horoušánky do Horoušan, kde se vlévá v rybníku do Jirenského potoka. Správce toku ZVHS Kutná Hora. (Praha 21)

  - zleva Vinořský potok, délka 12,98 km, správce toku ZVHS Mladá Boleslav. Začíná v nádrži ve Kbelích, pokračuje přes přírodní rezervaci Vinořský park (Biologický rybník), Cukrovarský rybník ve Vinoři, (těsně před hranicí Prahy se zleva vlévá Ctěnický potok), přes Podolanku, Dřevčice, Popovice do Brandýsa nad Labem, kde se poblíž centra vlévá do bočního ramene Labe. (Praha 19)
    - zleva Ctěnický potok, pramení u zámku Ctěnice, Prahu opouští po cca 0,6 km, okrajovou částí Přezletic teče na rozhraní Vinoře a Podolanky, kde se, opět na území Prahy, vlévá do Vinořského potoka. Celková délka toku je přibližně 2,4 km. (Praha 19)

  - Mlýnský potok je boční rameno Labe u Kostelce nad Labem. 
    - Mratínský potok začíná v Mírovicích soutokem Třeboradického a Červenomlýnského potoka, pokračuje přes Veleň, Sluhy, Mratín (zleva se vlévá Líbeznický potok) do Kostelce nad Labem, kde se zprava vlévá do Mlýnského potoka. Údajná délka 5,1 km (není zřejmé, ke kterému úseku se vztahuje). Správcem toku je Povodí Labe. 
      - zprava Červenomlýnský potok, začíná na severní straně Ďáblic, teče severním okrajem Čakovic a Miškovic do Mírovic, kde soutokem s Třeboradickým potokem vytváří Mratínský potok. Délka cca 5 km, správce toku ZVHS Mladá Boleslav. Červenomlýnský potok je pravděpodobně někdy považován za horní tok Mratínského potoka. (Praha 8, Praha 19)
      - zleva Třeboradický potok, délka údajně 6,2 km (dle mapy necelých 5 km). Začíná v Březiněvsi, teče přes centrum Třeboradic (na hranici Prahy se zleva vlévá bezejmenný přítok od teplárny), o kilometr dále v Mírovicích soutokem s Červenomlýnským potokem vytváří Mratínský potok. Správce toku ZVHS Mladá Boleslav. (Praha 8, Praha 19)
        - zleva přítok od teplárny, délka dle mapy cca 1,5 km. (Praha 19)

      - zleva Líbeznický potok, teče z Bořanovic přes Líbeznice a Měšice do Mratína, kde nejprve zprava vtéká Hovorčovický potok a poté Mratínský potok, do nějž se Líbeznický potok vlévá. (Do Prahy nezasahuje.) 
        - zprava Hovorčovický potok, u pramene na jihu Hovorčovic se jenom dotkne severní hranice Prahy, po 3 km se u Mratína vlévá do Líbeznického potoka a i s ním po 0,5 km do Mratínského potoka. (Praha 19)

### Zaniklé vodní toky
- Radlický potok (přítok Vltavy) - levostranný přítok Vltavy, přibližně na úrovni severního konce ostrova Císařská louka na Smíchově
- Malostranský potok (přítok Vltavy) - levostranný přítok Vltavy, přibližně v místech Karlova mostu na Malé Straně
- Olšanský potok (Žižkov) - pravostranný přítok Vltavy, přibližně v místech Negrelliho viaduktu v Karlíně (pramenil na úpatí Židovských pecí a protékal Olšany na Žižkově)